# Centre de Formació Interdisciplinària Superior
El Centre de Formació Interdisciplinària Superior, més conegut com CFIS, és un centre d'excel·lència associat a la Universitat Politècnica de Catalunya que permet cursar via un examen d'accés un extens programa de dobles graus.
Va ser creat per "captar, seleccionar i tutoritzar estudiants amb prou capacitat i motivació per cursar uns estudis interdisciplinaris dins d'una oferta de formació innovadora que inclou una o més de les titulacions de grau que conforma l'oferta de la Universitat Politècnica de Catalunya."

## Història
El CFIS va començar sent una experiència pilot de doble titulació en telecomunicacions i matemàtiques el 1999, i des del 2003 és un centre més de la Universitat que incorpora cada curs un nombre molt limitat d'estudiants d'alt nivell.
Compta amb uns 200 estudiants (40 de nous cada any), i els titulats es troben en institucions acadèmiques al món i en reconegudes empreses de l'àmbit tecnològic, financer i de consultoria.
El 2022, l'Olimpíada informàtica Femenina es va organitzar al CFIS.